# Sèrie LG V
La Sèrie LG V és una línia d'alta gamma de dispositius Android produïts per LG Electronics. Aquesta sèrie està programada per sobre de la Sèrie LG G. El primer telèfon de la sèrie V, el LG V10, es va donar a conèixer el setembre de 2015.

## Telèfons

### LG V10
LG va anunciar el telèfon intel·ligent V10 el setembre de 2015. Compta amb una pantalla secundària a sobre de la pantalla principal.
- Pantalla: 5.7" IPS LCD amb resolució de 1440x2560 píxels (principal), pantalla de 2.1" amb resolució de 160x1040 píxels (secundària)
- Processador: Qualcomm Snapdragon 808
- Emmagatzematge: 32 o 64 GB (ampliable)
- RAM: 4 GB
- Bateria: 3000 mAh (extraïble)

### LG V20
LG va anunciar el telèfon intel·ligent V20 el 6 de setembre de 2016. Igual que el seu predecessor, té una pantalla secundària a sobre de la pantalla principal.
- Pantalla: 5.7" IPS LCD amb resolució de 1440x2560 píxels (principal); pantalla de 2.1" amb resolució de 160x1040 píxels (secundària)
- Processador: Qualcomm Snapdragon 820
- RAM: 4 GB
- Bateria: 3200 mAh (extraïble)

### LG V30
LG va anunciar el telèfon intel·ligent V30 el 31 d'agost de 2017. Elimina la pantalla secundària a favor d'una barra flotant a la pantalla, que proporciona gairebé les mateixes funcions.
- Pantalla: OLED de 6" amb resolució de 2880×1440 píxels OLED/DCI-P3 FullVision
- Processador: Qualcomm Snapdragon 835
- RAM: 4 GB
- Bateria: 3200 mAh (no extraïble)

### LG V30S ThinQ
Al febrer de 2018, LG va anunciar una actualització del LG V30, el LG V30S ThinQ. El maquinari del telèfon és similar al del LG V30, amb les principals diferències en l'emmagatzematge, RAM i opcions de color. El ThinQ LG V30S també conté diverses funcions de programari noves.
- Processador: Qualcomm Snapdragon 835
- Emmagatzematge: 128 GB (LG V30S); 256 GB (LG V30S+); tots dos es poden expandir
- RAM: 6 GB
- Bateria: 3300 mAh (no extraïble)